# ギプロンヴェル
ギプロンヴェル （Guipronvel、ブルトン語:Gwiproñvel）は、フランス、ブルターニュ地域圏、フィニステール県の旧コミューン。ギプロンヴェルとは、ブルトン語のgwik（町）と聖ロンヴェル（Ronvel）からなる地名である。
2017年1月1日、ミリザックと合併し、ミリザック＝ギプロンヴェルとなった。

## 歴史
16世紀のギプロンヴェルは、サン＝ルナンとブレストのセネシャル管轄区の一部であった。ギプロンヴェルは、原始キリスト教教区のミリザックを分断して生まれたと思われる。言い伝えでは、コア＝ドゥエンの森に聖ロンヴェルの庵があったという。1400年代からフランス革命までのギプロンヴェルはミリザック教区の小教区であった。1789年にギプロンヴェルはコミューンとなり、1852年に教区となった。かつてはレオン司教区に属していた。1544年にはGuypronvelというつづりが記された。

## 人口統計
| 1962年 | 1968年 | 1975年 | 1982年 | 1990年 | 1999年 | 2006年 | 2010年 |
| ------ | ------ | ------ | ------ | ------ | ------ | ------ | ------ |
| 384    | 362    | 385    | 522    | 570    | 609    | 691    | 762    |

参照元:1999年までEHESS、2000年以降INSEE

## 史跡
- ノートルダム・ド・ボンヌ・ヌーヴェル教会 - 1652年にトレモビアン領主が建設。

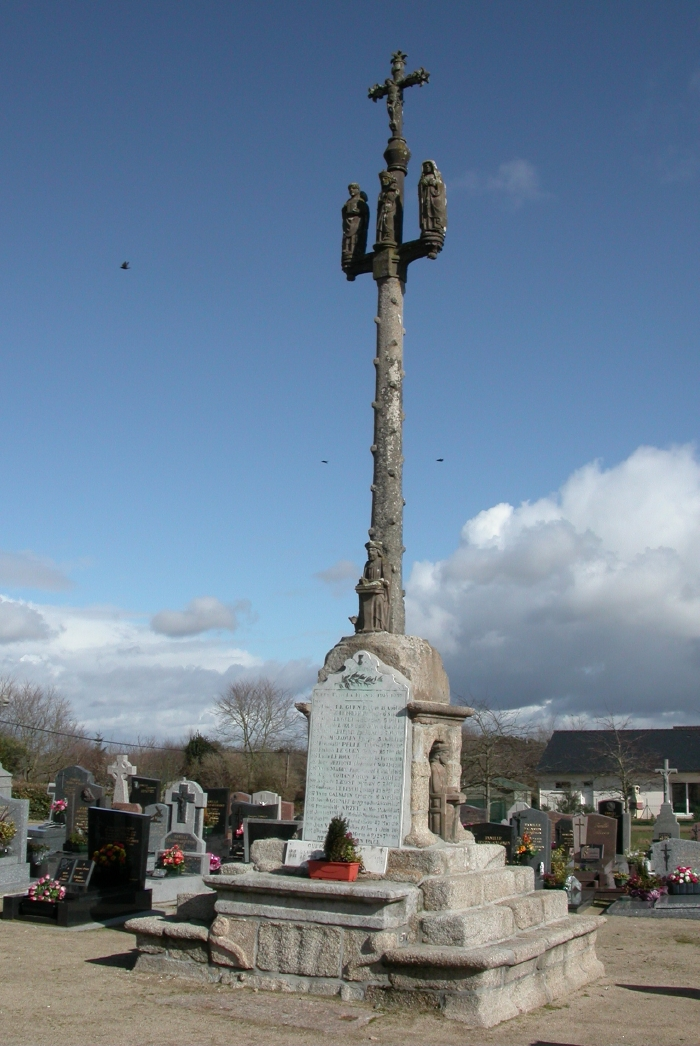
第一次世界大戦戦死者記念碑